# Teresa Dera
Teresa Dera z domu Cieślak (ur. 4 stycznia 1956 w Dobrej) – polska samorządowczyni, w latach 2006–2024 wójt gminy Dobra. Wcześniej przez 12 lat pełniła funkcję sekretarza tej gminy.

## Życiorys
Jest córką Józefa i Marianny, od urodzenia mieszkała w Dobrej. Uzyskała wyższe wykształcenie. Pracowała w Urzędzie Gminy Dobra na stanowiskach referenta oraz inspektora, a przez 12 lat była Sekretarzem Gminy.

### Działalność samorządowa
W wyborach samorządowych w 2006 roku była jedyną kandydatką na urząd wójta. Uzyskała mandat z wynikiem 3464 głosów "za" (81,23%), kandydując z własnego komitetu wyborczego. Została wybrana prezeską Lokalnej Grupy Działania Dobre Gminy. W wyborach samorządowych w 2010 roku uzyskała reelekcję w pierwszej turze kandydując przeciwko Jackowi Sierdzińskiemu. Oddano na nią wówczas 5059 głosów (81,01%). 10 października 2014 roku zapowiedziała, że będzie się ubiegać o kolejną kadencję. W wyborach w 2014 roku ponownie była jedyną kandydatką ubiegającą się o urząd wójta, utrzymała swoje stanowisko uzyskując 4519 głosów (76,13%). 13 kwietnia 2016 roku została skarbniczką Stowarzyszenia Szczecińskiego Obszaru Metropolitalnego.
21 sierpnia 2018 zarejestrowała swój komitet wyborczy. W wyborach w tym samym roku uzyskała reelekcję w drugiej turze z wynikiem 4559 głosów (51,01%), wygrywając z Magdaleną Zagrodzką. 

#### Referendum w sprawie odwołania z funkcji
W grudniu 2019 roku powstała inicjatywa mieszkańców na rzecz odwołania Teresy Dery z funkcji wójta, swoją decyzję motywowali wadliwie działającymi lampami solarnymi. Inicjatywa została poparta m.in. przez radnego gminy Pawła Malinowskiego. Referendum odbyło się w czerwcu 2020 roku, ale zostało uznane za nieważne ze względu na zbyt małą frekwencję (około 15%).
W 2020 została członkinią lokalnego komitetu poparcia Rafała Trzaskowskiego w wyborach prezydenckich.
W wyborach samorządowych w 2024 nie ubiegała się o reelekcję na stanowisku wójta; wystartowała natomiast z 1. miejsca na liście komitetu Gryf XXI do Rady Powiatu Polickiego. W wyborach tych zdobyła 1998 głosów (najlepszy wynik ze wszystkich kandydatów w okręgu) i uzyskała mandat radnej.

## Odznaczenia i wyróżnienia
- Odznaka Honorowa za Zasługi dla Samorządu Terytorialnego (2015)[23]

## Życie prywatne
Jest mężatką, ma dwie córki – Karolinę oraz Natalię.